# Maxime Tymochenko
Pour les articles homonymes, voir Tymochenko.
Maxime Tymochenko (en ukrainien : Максим Тимошенко), culturologue, personnage public est né à Kiev (Ukraine) le 20 avril 1972. Docteur en philosophie (2013), Professeur de l'Académie d'Etat des cadres de la culture et des arts (en) (2014), Maître émérite des arts de l'Ukraine (uk) (2015). Président du Conseil d'administration du Fonds international de bienfaisance « Patrimoine spirituel » (1997–2003, depuis 2003 Président honoraire). Président de la Fondation sociale patriotique internationale « Journées de l'Ukraine (uk) » (depuis 2006). Président de l'Organisation écologique nationale Green Cross Ukraine (depuis 2012).

## Biographie
Né dans la famille de l'enseignant et recteur du Conservatoire de Kiev Oleg Tymochenko (uk), Maxime Tymochenko fait ses études secondaires à l'École spécialisée de musique Lyssenko de Kiev (uk) (1990). Plus tard il obtient le diplôme de l'Université économique nationale de Kiev (en) (1996, Faculté de sciences économiques), qualification : Maîtrise en administration des affaires. Il possède également le diplôme de l'Académie d'État des cadres de la culture et des arts (2012).
Il a travaillé à la filiale de Kiev du Fonds culturel soviétique (ru) (actuellement : filiale de Kiev du Fonds culturel ukrainien (uk)) (1991–1992 : Chef de département ; 1992–1993 : Directeur), à la Banque commerciale par actions « Nezalejnist » (1993–1997 : Président du Conseil d'administration), à l'appareil de la Rada d'Ukraine (2003–2014), à Académie d'État des cadres de la culture et des arts (depuis 2012 ; 2013 : chargé de cours, 2014 : professeur). Il vit à Kiev.

## Activités publiques

### Journées de l'Ukraine
Sous la direction de Maxime Tymoshenko, la Fondation sociale patriotique internationale « Journées de l'Ukraine » promeut des réalisations culturelles du pays. « Les Journées de l'Ukraine en Europe » ont été organisées sur la Riviera française (Cannes, Nice, Monte-Carlo, 2004) ; à Paris (2004 ; 2005) ; au Vatican (2005) ; à la Principauté de Monaco (Monte-Carlo, 2006 ; 2009).
La chanteuse ukrainienne Ruslana, gagnante du concours « Eurovision 2004 », s'est produite lors de la tenue des « Journées de l'Ukraine sur la Riviera française 2004 ».
Les « Journées de l'Ukraine en Europe 2005 » ont été inaugurées à Paris sur le Champ-de-Mars. Deux monuments ont été érigés : à la reine de France Anne de Kiev à Senlis et à Émile Roux à l'Institut Pasteur. Le chœur d'enfants Shchedryk a participé au Concours international « Musique Sacrée » à Rome. La chorale s'est vu attribuer trois diplômes d'or du dixième degrés. Le pape Benoît XVI s'est adressé aux participants des « Journées de l'Ukraine en Europe » en ukrainien. C'est considéré comme une percée diplomatique de l'Ukraine au Vatican.
Dans le cadre des « Journées de l'Ukraine en Europe 2006 » à Monte-Carlo, un monument au danseur Serge Lifar (sculpteur Anatoly Valiev (uk)) a été inauguré, une Vente aux enchères caritative « Aux enfants de l'Ukraine, avec amour » a eu lieu. Les habitants de Monaco ont décoré Monte-Carlo avec des drapeaux bleus et jaunes ukrainiens et avec des panneaux sur lesquels on pouvait lire « Ukrainian Days ».
En octobre 2009, « Journées de l'Ukraine » à Monte-Carlo ont été organisées à l'occasion du match du club de football
Chakhtar Donetsk pour la Supercoupe de l'UEFA et de la remise d'un prix au footballeur Oleg Blokhine (le 12 octobre 2009, le Prince Albert II de Monaco a remis à Oleg Blokhine le prix de football Golden Foot). Un Bal de charité a été dédié au mécène et collectionneur Mykhaïlo Tereshchenko.

### Green Cross Ukraine
Maxime Tymochenko est Président de l'Organisation écologique nationale de Green Cross Ukraine. Cette Organisation est le Comité national de Green Cross International (depuis 2000) créé avec le soutien actif de Mikhaïl Gorbatchev.
Le but principal de l'organisation est d'améliorer la santé des habitants des régions écologiquement défavorables et d'aider les enfants, les adolescents et les mères de jeunes enfants. Green Cross Ukraine fournit une assistance aux victimes de l'accident de Tchernobyl. Grâce au programme international SOCMED 2 000 enfants ont amélioré leur santé, 67 245 enfants ont passé des examens médicaux, 17 326 enfants ont suivi un traitement, 96 510 personnes ont été impliquées dans les activités des clubs GCU « Mère et enfant ».

## Le travail scientifique
Maxime Tymochenko est auteur de plus de 20 publications dans des ouvrages universitaires et périodiques. Il participe aux conférences scientifiques. Thèmes de ses études culturologiques : stratégies humanitaires, projets culturels et artistiques internationaux, politique culturelle extérieure de l'État. En 2012, il a soutenu sa thèse sur le thème : « Les Stratégies humanitaires internationales en Ukraine contemporaine comme phénomène culturologique systémique » et obtenu le titre de docteur (Ph. D.).

## Récompenses
- Ordre du Christ-Sauveur (2001)[28] ;
- Prix spécial « Pour sa contribution importante à la mise en œuvre de l'image positive de l'Ukraine dans le monde » dans le cadre du programme national « Personne de l'année (uk) » (2004)[29] ;
- Titre « d'Ambassadeur de la paix » (2005)[30] ;
- Ordre du Mérite du IIIe degré (2006)[31] ;
- Maître émérite des arts de l'Ukraine (2015)[32].

### Publications de l'auteur
1. (uk) Гуманітарний досвід культури як предмет системологічного вивчення // Культура і сучасність. 2012. № 1. С. 78–83.
2. (uk) Семантичні виміри сучасної української культури: дискурсивний аспект // Актуальні проблеми історії, теорії та практики художньої культури : зб. наук. праць. Київ : [Міленіум], 2012. Вип. XXVIII. С. 57–64.
3. (uk) Катарсичні виміри сучасної людини та образ « людини світу » // Вісник Державної академії керівних кадрів культури і мистецтв. 2013. № 1. С. 82–86.
4. (uk) Людина-митець як суб'єкт культурної розбудови України // Вісник Національної академії керівних кадрів культури і мистецтв. 2015. № 1. C. 50–55.

### Matériaux biographiques
1. (uk) Тимошенко М. О. // Кияни : біогр. словник. Київ : Фенікс, 2004. С. 370.
2. (uk) Тимошенко М. О. // Хто є хто в Україні. Київ : К. І. С., 2006. С. 963.
3. (uk) Ємельянова, Л. П. Пам'ять серця. Родина Тимошенків. Київ, 2012. С. 172–189.